# カードキャプターさくら キャラクターシングル
『カードキャプターさくら キャラクターシングル』は、CLAMPによる日本の漫画・テレビアニメ『カードキャプターさくら』のキャラクターソング・シングルシリーズである。1998年6月3日から同年6月24日までに計6枚がビクターエンタテインメントからリリースされた。
イメージイラストは、キャラクターデザイン担当の高橋久美子による描き下ろしであり、ジャケットのイラストを6枚並べると1枚の絵になる。ミニドラマの構成は大川七瀬が担当している。

## SAKURA
収録内容
1. プリズム [4:45]
作詞：白峰美津子、作曲・編曲：多田彰文
2. ミニドラマ「さくらの宿題〜家庭科〜」 [4:34]
出演：丹下桜（木之本桜）、田中秀幸（木之本藤隆）
3. プリズム（オリジナル・カラオケ） [4:40]

## TOUYA
収録内容
1. 君がいた景色 [4:48]
作詞：貴三優大、作曲・編曲：根岸貴幸
2. ミニドラマ「さくらの宿題〜課外授業〜」 [2:58]
出演：丹下桜（木之本桜）、関智一（木之本桃矢）
3. 君がいた景色（オリジナル・カラオケ） [4:44]

## KERO
収録内容
1. いっしょにうたお [4:50]
作詞：大川七瀬、作曲・編曲：根岸貴幸
2. ミニドラマ「さくらの宿題〜国語〜」 [4:06]
出演：丹下桜（木之本桜）、久川綾（ケルベロス）
3. いっしょにうたお（オリジナル・カラオケ） [4:46]

## TOMOYO
収録内容
1. やさしさの種子 [4:21]
作詞：松本花奈、作曲・編曲：浜口史郎
2. ミニドラマ「さくらの宿題〜音楽〜」 [4:45]
出演：丹下桜（木之本桜）、岩男潤子（大道寺知世）
3. やさしさの種子（オリジナル・カラオケ） [4:16]

## YUKITO
収録内容
1. 自転車に乗って [4:24]
作詞：横山武、作曲・編曲：米光亮
2. ミニドラマ「さくらの宿題〜算数〜」 [3:27]
出演：丹下桜（木之本桜）、緒方恵美（月城雪兎）
3. 自転車に乗って（オリジナル・カラオケ） [4:20]

## SYAORAN
収録内容
1. 気になるアイツ [4:48]
作詞：白峰美津子、作曲・編曲：岸村正実
2. ミニドラマ「さくらの宿題〜図工〜」 [3:34]
出演：丹下桜（木之本桜）、くまいもとこ（李小狼）
3. 気になるアイツ（オリジナル・カラオケ） [4:43]